# 岡村勝正
岡村 勝正（おかむら かつまさ、本名：盧 勝正 1945年（昭和20年）1月13日 - ）は、在日韓国人の実業家。毛髪クリニックリーブ21の代表取締役社長。

## 来歴
- 1945年（昭和20年） : 山口県厚狭郡（現山陽小野田市）に、農業を営む父・母・順今の間に兄1人、姉4人、弟と妹がそれぞれ1人の、8人兄弟の二男として生まれる[2][3]。
- 1970年（昭和45年） : 大阪府八尾市で「岡村板金」を設立する[2]。
- 1972年（昭和47年） : 大阪府八尾市にて、クリーニング店「サンドライ」を開店[2]。
- 1976年（昭和51年） : 毛生え薬の研究を始める[2]。
- 1991年（平成3年） : 独自の発毛システムを完成させる[2]。
- 1993年（平成5年） : 「毛髪クリニックリーブ21」を設立[2]。
- 1999年（平成11年） : 低周波と高周波を使った「毛髪発毛育毛装置」で特許を取得[2]。